# 拉塞爾鎮區 (伊利諾伊州勞倫斯縣)
拉塞爾鎮區（英語：Russell Township）是位於美國伊利諾伊州勞倫斯縣的一個行政鎮區。

## 地方資料
根據2010年美國人口普查的數據，拉塞爾鎮區的面積為93.90平方千米，當中陸地面積為92.90平方千米，而水域面積為1.00平方千米。當地共有人口427人，而人口密度為每平方千米4.55人。